# Guynia
Genre
Guynia est un genre de coraux durs de la famille des Guyniidae.

## Liste d'espèces
Selon ITIS (5 juillet 2015), le genre Guynia comprend les espèces suivantes :
| Selon World Register of Marine Species (5 juillet 2015) : - Guynia annulata Duncan, 1872 | Selon ITIS (5 juillet 2015) : - Guynia annulata Duncan, 1872 - Guynia barbadensis (De Pourtalès, 1874) - Guynia paradoxa (De Pourtalès, 1868) |